# El contrato racial
El contrato racial es un libro del filósofo jamaicano Charles W. Mills  en el que demuestra que, aunque es convencional representar las teorías morales y políticas del contrato social de Thomas Hobbes, John Locke, Jean-Jacques Rousseau e Immanuel Kant como neutrales con respecto a la raza y la etnia, en realidad, los filósofos entendían que sólo regulaban las relaciones entre blancos; En relación con los no blancos, estos filósofos ayudaron a crear un "contrato racial" que, de manera formal e informal, permitía a los blancos oprimir y explotar a los no blancos y validar sus propios ideales morales en el trato con los no blancos. Porque en la filosofía política contemporánea, los filósofos blancos dan por sentado su propio privilegio blanco, no reconocen que la supremacía blanca es un sistema político, y por eso en sus desarrollos de teoría ideal, moral y política nunca tienen en cuenta la práctica real. Mills propone desarrollar una teoría no ideal "para explicar y exponer las desigualdades de la política no ideal real y para ayudarnos a ver a través de las teorías y justificaciones morales ofrecidas en defensa de ellas". Utilizándola como concepto central, "la noción de Contrato Racial podría ser más reveladora del carácter real del mundo en que vivimos, y de las correspondientes deficiencias históricas de sus teorías y prácticas normativas, que las nociones sin raza actualmente dominantes en la teoría política."  El libro se ha traducido a varios idiomas.

## Sinopsis
Mills sostiene que el racismo está en el núcleo del "contrato social", en lugar de que el racismo sea un resultado involuntario atribuido a los fallos de hombres imperfectos. Concretamente, el contrato racial es un acuerdo tácito (y a veces explícito) entre los miembros de las tribus de Europa para afirmar, promover y mantener el ideal de la supremacía blanca frente a todas las demás tribus del mundo. Esta intención es deliberada y una característica integral del contrato social, una característica que persiste hasta nuestros días. En palabras de Mills, "...lo que normalmente se ha tomado...como la 'excepción' racista ha sido realmente la regla; lo que se ha tomado como la 'regla'...[la igualdad racial]...ha sido realmente la excepción".
Mills argumenta, sin embargo, que estos ideales del contrato social son, en el peor de los casos, pura ficción o, en el mejor de los casos, solamente estaban destinados a aplicarse a un grupo específico de personas, a saber, los miembros de las tribus de Europa y sus descendientes genéticos. El libro comienza con un refrán afroestadounidense que reza: "cuando los blancos dicen 'Justicia', quieren decir 'Solo nosotros' [when white people say 'Justice,' they mean 'Just Us]". 